# Sipia
Sipia es un género de ave paseriformes perteneciente a la familia Thamnophilidae que agrupa a cuatro especie nativas de la América tropical (Neotrópico), donde se distribuyen desde la costa caribeña de Costa Rica, por ambas pendientes de Panamá, hasta el norte de Colombia y extremo noroeste de Venezuela al sureste y hasta la pendiente del Pacífico del oeste de Colombia y Ecuador. Estas especies anteriormente formaban parte del amplio género Myrmeciza, de donde fueron separadas recientemente, en 2013. A sus miembros se les conoce por el nombre popular de hormigueros y también batarás.

## Etimología
El nombre genérico femenino «Sipia» se refiere a la localidad de Sipí, Chocó, Colombia.

## Características
Las aves de este género son hormigueros bastante similares, con algunas diferencias en el hormiguero colimocho (S. berlepschi), midiendo entre 13,5 y 14 cm de longitud. Habitan en el sotobosque de selvas húmedas de estribaciones montañosas (berlepschi prefiere más tierras bajas). Tienen el iris de color rojo. Los machos son grises por abajo (excepto berlepschi que es negro), y pardo rojizo obscuro por arriba, con las plumas cobertoras de las alas punteadas de blanco (ausentes en berlepschi) y con una mancha interescapular blanca. Las hembras tienen la garganta negra punteada de blanco que en berlepschi se extienden hasta lo alto del vientre. Las hembras, inclusive berlepschi, también presentan los puntos blancos en las alas. La cola de berlepschi es ligeramente más corta que los otros, de donde proviene su nombre común «colimocho».
Todas tienen como costumbre bajar la cola para después levantarla lentamente. La estructura del canto de los machos es similar: una serie ordenada de notas abruptas y agudas. Los cantos de las hembras pueden ser fácilmente distinguidos de los machos, especialmente por sus notas más largas y planas. Todas las especies forrajean en el suelo, hurgando en los substratos enmarañados bajos del bosque, principalmente abajo de 1 m de altura.

## Lista de especies
Según las clasificaciones Clements Checklist v.2016 y del Congreso Ornitológico Internacional (IOC), este género agrupa a las siguientes especies, con el respectivo nombre popular de acuerdo con la Sociedad Española de Ornitología (SEO), u otro cuando referenciado:
| Imagen | Nombre científico | Autor                   | Nombre común             | EC (*) |
| ------ | ----------------- | ----------------------- | ------------------------ | ------ |
|        | Sipia laemosticta | (Salvin, 1858)          | hormiguero guardarribera | LC     |
|        | Sipia palliata    | Todd, 1917              | hormiguero de Magdalena  | NT     |
|        | Sipia nigricauda  | (Salvin & Godman, 1892) | hormiguero de Esmeraldas | LC     |
|        | Sipia berlepschi  | (Hartert), 1898)        | hormiguero colimocho     | LC     |

(*) Estado de conservación

## Distribución geográfica
Todas son aves trasandinas.La especie laemosticta es la única centroamericana, habitando desde la costa caribeña de Costa Rica hasta ambas pendientes de Panamá; palliata habita en la pendiente norte de los Andes del norte de Colombia y noroeste de Venezuela; y berlepschi y nigricauda parecen ser altitudinalmente parapátricas en la pendiente del Pacífico del oeste de Colombia y Ecuador, o sea, habitan la misma región geográfica, pero separadas por la altitud.

## Taxonomía
La especie palliata fue elevada al rango de especie (antes era la subespecie Myrmeciza laemosticta palliata) siguiendo a Chaves et al (2010), con base en análisis cuantitativos de las variaciones de vocalización de los machos y cualitativos de la variación de los llamados de los machos y de los llamados y cantos de las hembras; en conjunto con una hipótesis filogenética para el grupo. La elevación a especie fue aprobada en la Propuesta N° 475 al Comité de Clasificación de Sudamérica (SACC).

### Estudio del géneroMyrmecizay sus consecuencias
La historia del género Myrmeciza se caracteriza por décadas de controversias e incertezas. Autores más recientes expresaron dudas consistentes en relación con la monofilia del grupo, pero no había ninguna revisión disponible que realmente probase la monofilia del grupo.
El estudio de Isler et al. 2013 presentó resultados de filogenia molecular de un denso conjunto de taxones de la familia Thamnophilidae (218 de 224 especies). Estos datos suministraron un fuerte soporte a la tesis de que Myrmeciza no era monofilético y que sus miembros están distribuidos en tres de las cinco tribus de la subfamilia Thamnophilinae propuestas por Moyle et al. 2009. También se compararon las características morfológicas, comportamentales y ecológicas de las especies de Myrmeciza con sus parientes próximos dentro de cada tribu, con el objetivo de determinar los límites genéricos.
Como resultado de estos análisis, los autores propusieron que las especies entonces situadas en Myrmeciza fueran reasignadas al propio género y a otros once, cinco de los cuales fueron resucitados: Akletos, Myrmelastes, Myrmoderus, Myrmophylax y Sipia, y seis de los cuales fueron descritos por primera vez: Ammonastes, Ampelornis, Aprositornis, Hafferia, Poliocrania, y Sciaphylax.
Específicamente en relación con las entonces Myrmeciza laemosticta, M. palliata, M. nigricauda y M. berlepschi, Isler et al. 2013 demostraron que formaban un clado bien definido hermanado a Ampelornis griseiceps y este grupo estaba por su vez hermanado a Poliocrania exsul. A todo este grupo lo denominaron un clado exsul, dentro de una tribu Pyriglenini. Para resolver esta cuestión taxonómica, propusieron agrupar las cuatro especies listadas más arriba en el presente género resucitado Sipia. En la Propuesta N° 628 al SACC, se aprobó este cambio, junto a todos los otros envolviendo el género Myrmeciza.

### Descripción original
El género Sipia fue descrito originalmente por el ornitólogo austríaco Carl Eduard Hellmayr en 1924, la especie tipo es Pyriglena berlepschi = Sipia berlepschi.